# Flórián Tibor (röplabdázó)
Flórián Tibor (Budapest, 1938. február 4. – 2008. február 28.) négyszeres magyar bajnok, ötszörös Magyar Népköztársaság Kupa-győztes, 170-szeres válogatott röplabdázó. 1954-ben kezdett röplabdázni Élelmiszeripari Technikumban, nevelőedzője Porubszky László testnevelő tanár volt. Flórián Tibor tagja volt az 1960-as évek magyar válogatottjának, a nemzeti csapatban 170-szer játszott 1958 és 1969 között. Klubcsapatai voltak a Vasas Alumínium, a Budapesti Honvéd és a Nehézipari Minisztérium. Az 1963-ban Európa-bajnoki ezüstérmet nyerő magyar válogatott tagja volt, valamint az olimpián is szerepelt 1964-ben.